# Sárgatejű kígyógomba
A sárgatejű kígyógomba (Mycena crocata) a kígyógombafélék családjába tartozó, a világ nagy részén elterjedt, lombos fák korhadó szerves anyagain élő, nem ehető gombafaj. 

## Megjelenése
A sárgatejű kígyógomba kalapja 1-2 (3) cm széles, alakja kúpos vagy harangszerű, közepén kis púppal. Felszíne a szélétől a közepéig bordázott. Színe világos vagy sötét olív-szürkésbarna, gyakran a tejnedv miatt narancsszínű foltok vannak rajta.
Húsa vékony, törékeny, vizenyős. Sérülésre narancsszínű tejnedvet ereszt. Íze és szaga nem jellegzetes. 
Közepesen sűrű lemezei felkanyarodók. Színük fehér, rajtuk gyakran narancsszín foltokkal. Enyhe érintésre is foltosodnak.
Tönkje 5-9 (11) cm magas és 0,1-0,2 cm vastag. Alakja karcsú, hengeres, belül üreges, porcosan áttetsző. A csúcsán narancsszínű, lefelé egyre sötétebb. Alsó harmadában görbülhet, elálló, bozontos fehér vagy élénksárga szőrök borítják. Sérülésre szintén tejnedvet ereszt.
Spórapora fehér. Spórája ellipszis vagy majdnem henger alakú, sima, amiloid, mérete 5-10 x 5-7µm.

### Hasonló fajok
Külsőre sok más kígyógomba hasonlít hozzá, de a narancssárga tejnedv alapján jól beazonosítható. 

## Elterjedése és termőhelye
Eurázsiában, Észak-Afrikában, Észak- és Dél-Amerikában honos. 
Lombos erdőkben, főleg bükkösökben (ritkábban tölgyesekben) található meg, a lehullott gallyak, levelek szerves anyagait bontja. Júniustól októberig terem. 

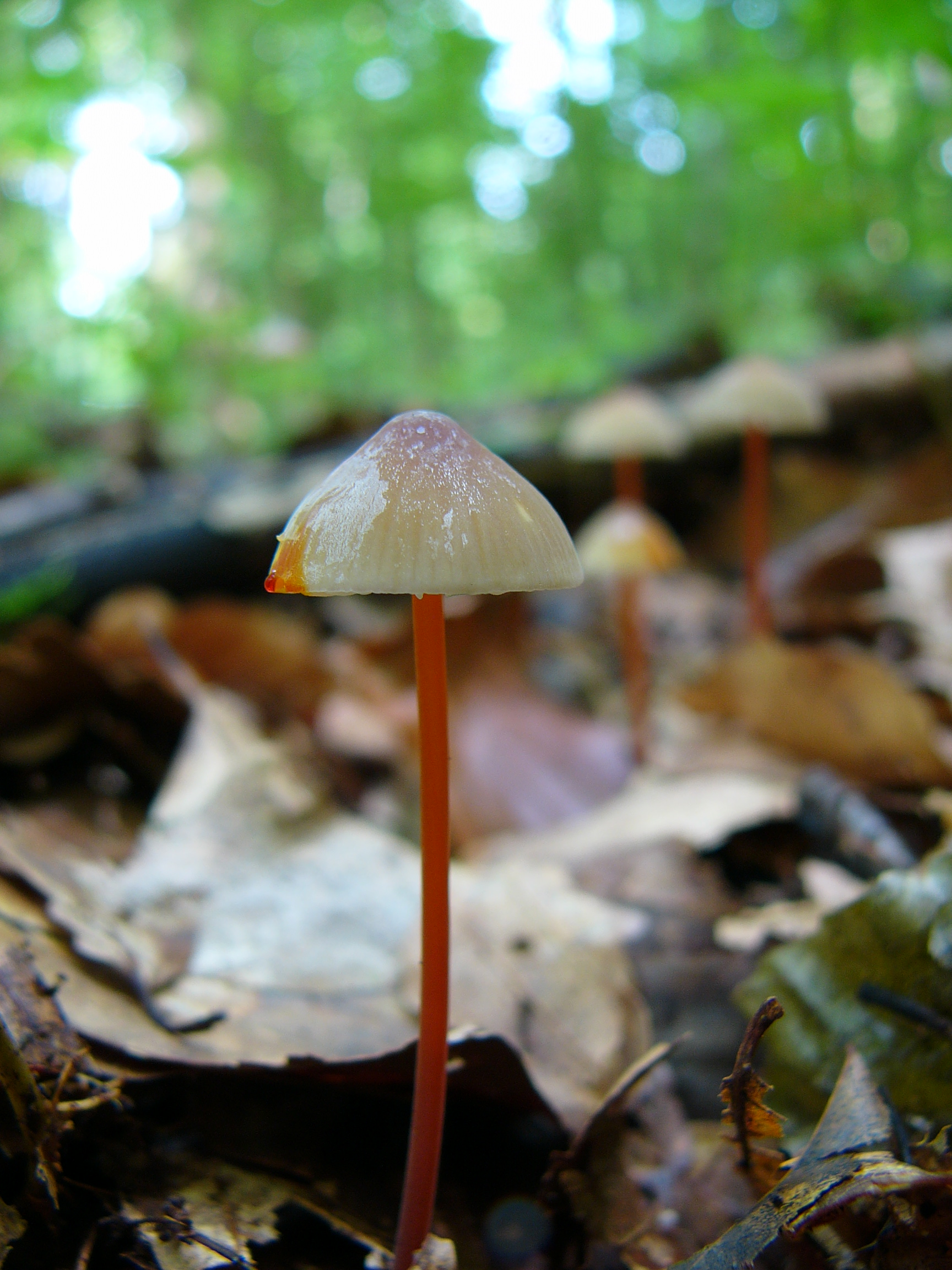
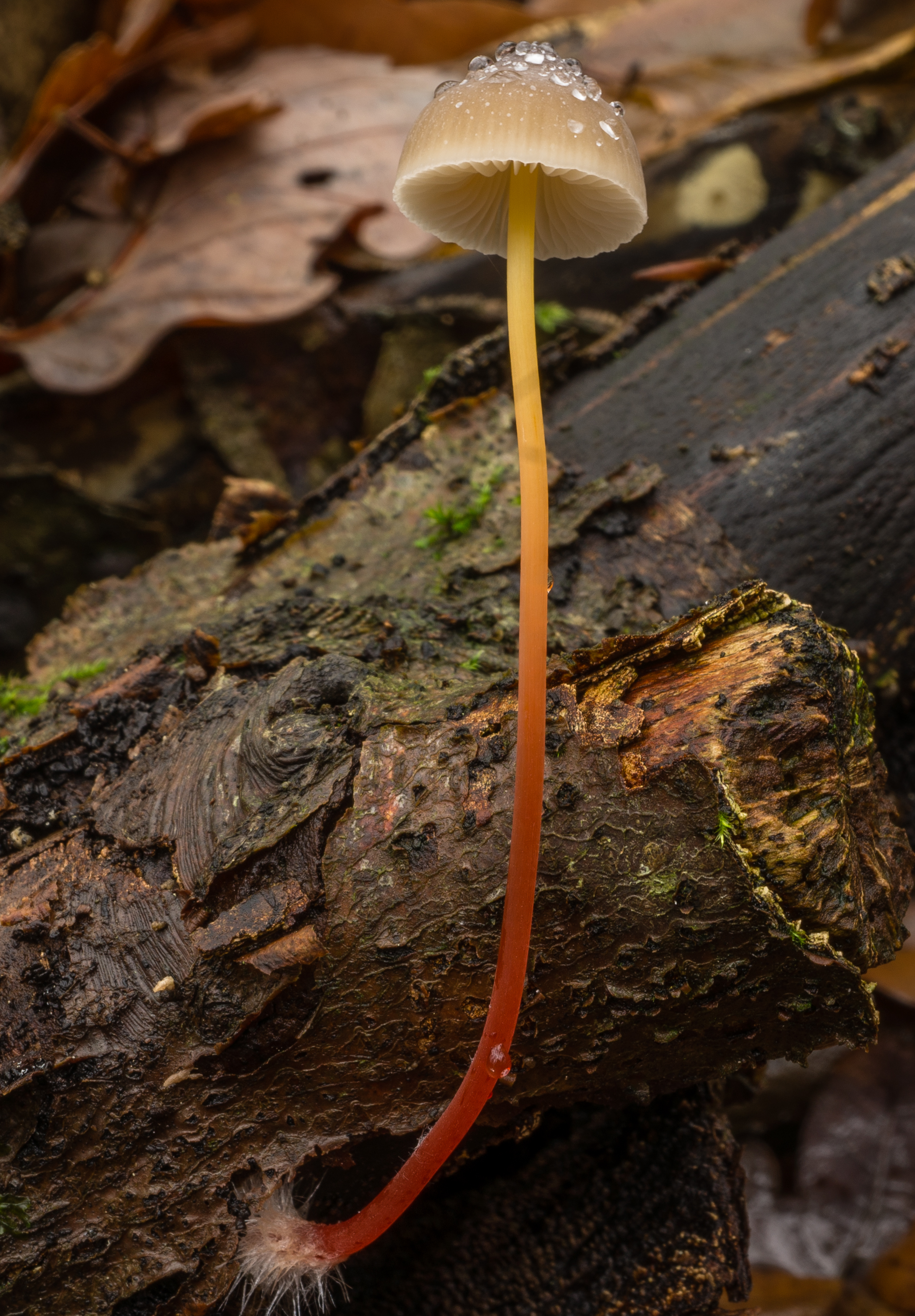
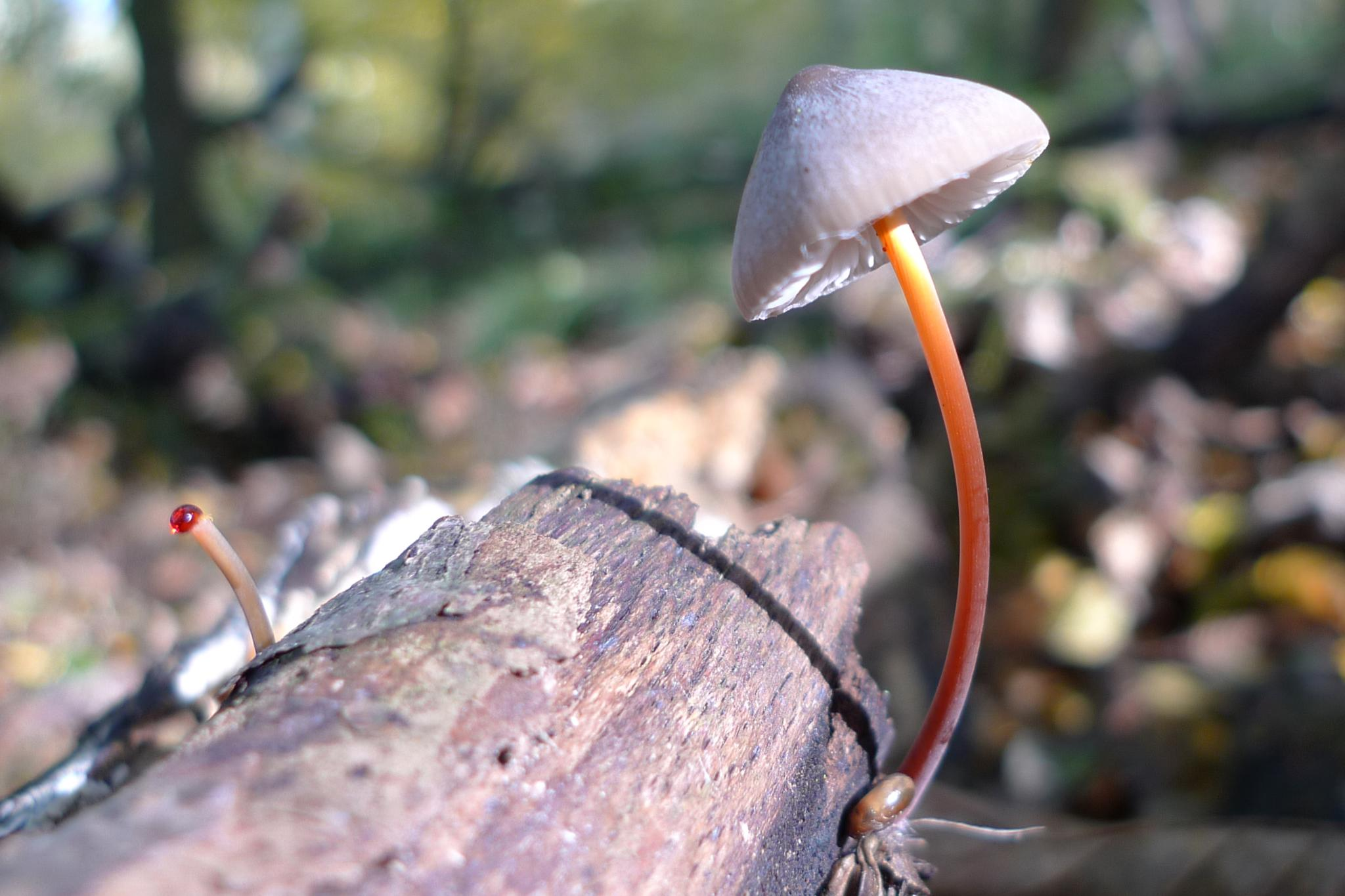
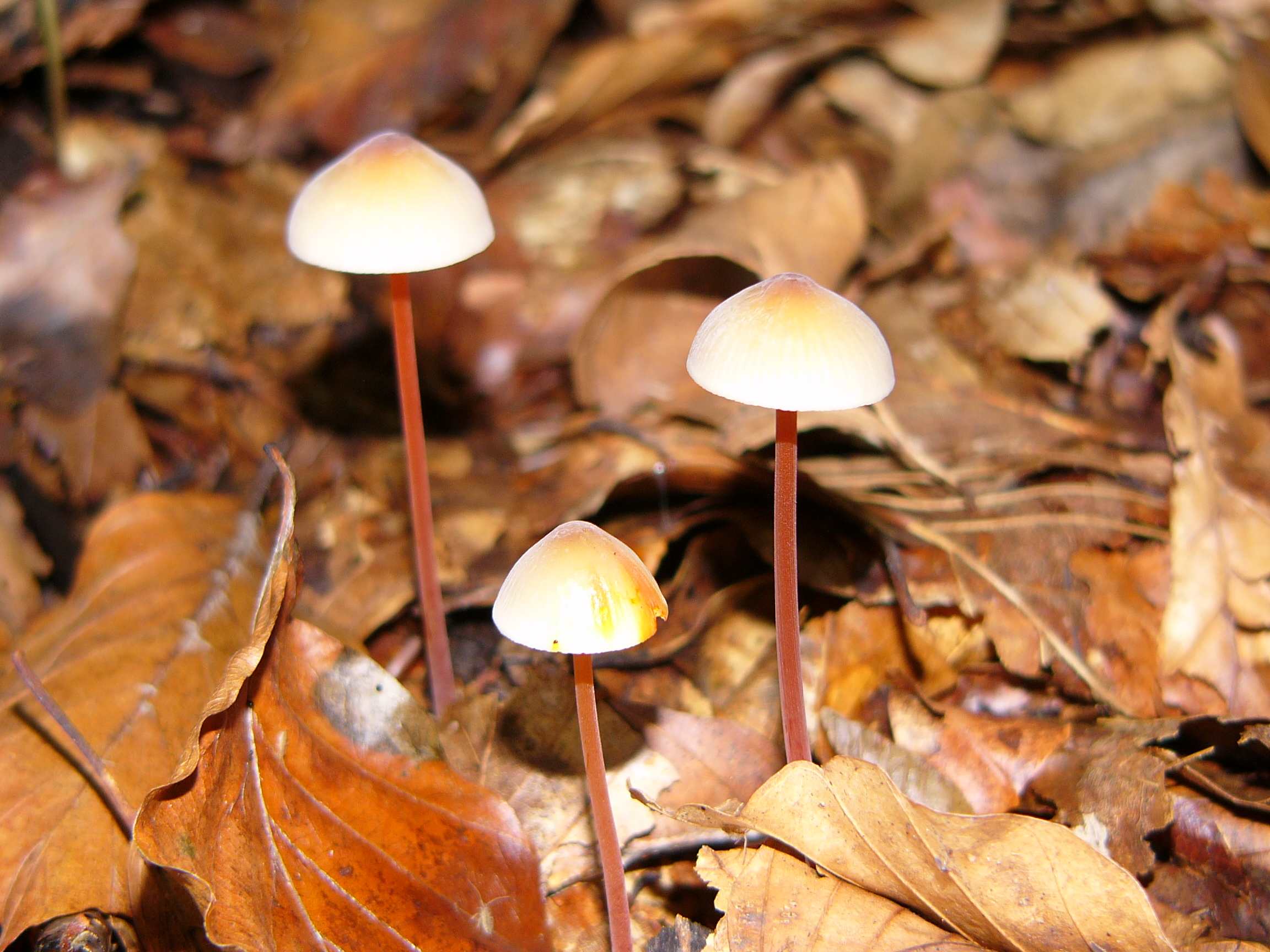
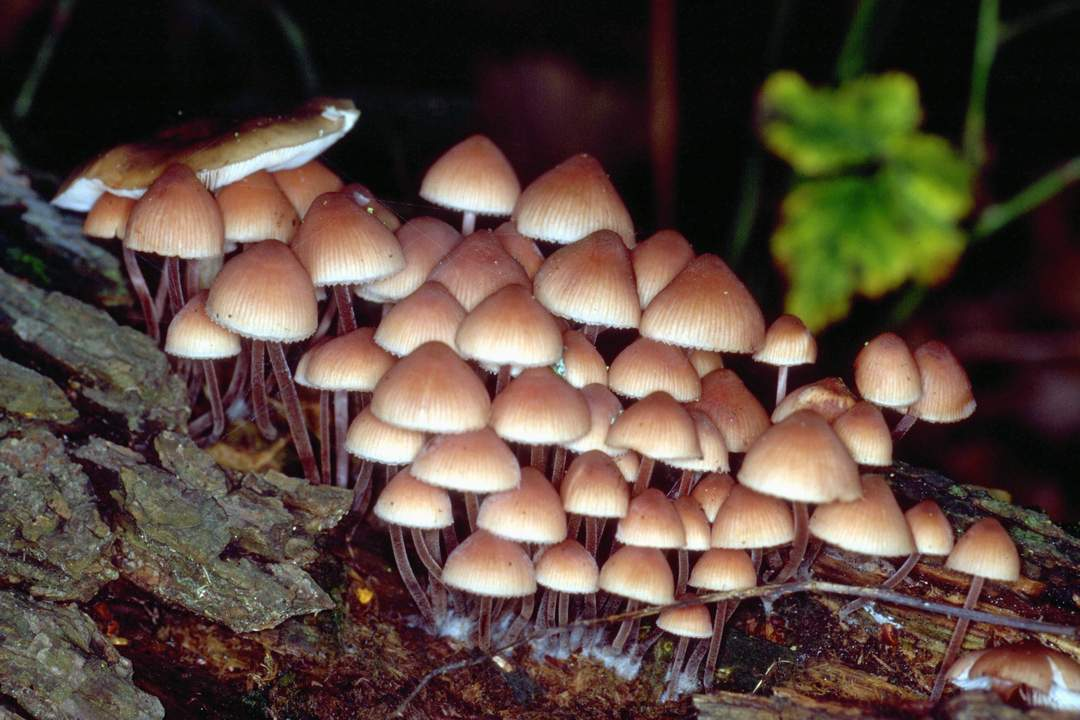

Nem ehető.    